# Christophe Rinero
Christophe Rinero (Moissac, 29 december 1973) is een voormalig Frans wielrenner.

## Carrière
Rinero viel op in de Tour de France van 1998, waar hij vierde werd in het algemeen klassement en de bolletjestrui won. Hij kon deze prestatie achteraf nooit meer evenaren en kwam bij kleinere ploegen terecht. In 2006 tekende hij echter bij de ProTour-ploeg Saunier Duval-Prodir, waar hij vooral als knecht en ervaren man werd aangetrokken. Rinero stopte als beroepswielrenner in 2008.

## Belangrijkste overwinningen
1998
- 2e etappe Midi Libre
- Eindklassement Tour de l'Avenir

2002
- 2e etappe Ronde van de Limousin

## Resultaten in voornaamste wedstrijden
| Jaar | Ronde van Italië | Ronde van Frankrijk | Ronde van Spanje |
| ---- | ---------------- | ------------------- | ---------------- |
| 1997 |                  | 115e                | opgave           |
| 1998 |                  | 4e                  |                  |
| 1999 |                  | 79e                 | opgave           |
| 2001 |                  | opgave              |                  |
| 2002 |                  |                     |                  |
| 2004 |                  | 92e                 |                  |
| 2005 |                  |                     |                  |
| 2006 |                  | 40e                 |                  |
| 2007 |                  | 77e                 |                  |
| 2008 |                  |                     |                  |

| Jaar | Luik-Bast.‑Luik | Bretagne Classic |  | WK op de weg |
| ---- | --------------- | ---------------- |  | ------------ |
| 1997 |                 |                  |  |              |
| 1998 | 66e             | 6e               |  |              |
| 1999 |                 |                  |  |              |
| 2001 |                 |                  |  |              |
| 2002 |                 | 22e              |  |              |
| 2004 |                 |                  |  | 68e          |
| 2005 | 47e             | 19e              |  |              |
| 2006 |                 | 32e              |  |              |
| 2007 |                 |                  |  |              |
| 2008 | 68e             |                  |  |              |